# School van Chartres

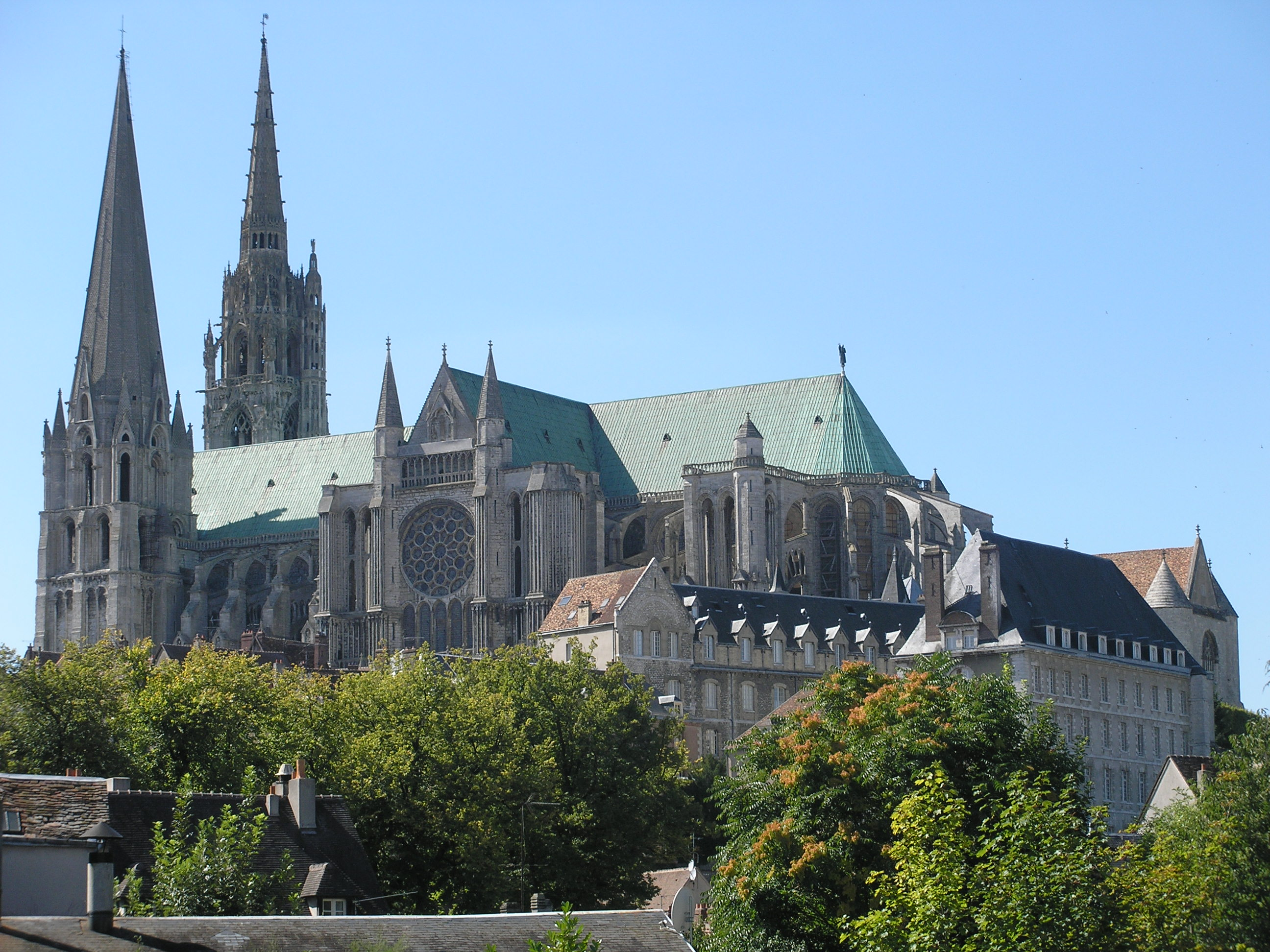
Kathedraal van Chartres

De School van Chartres was een kathedraalschool die in het begin van de hoge middeleeuwen was verbonden aan de kathedraal van Chartres. De school beleefde zijn hoogtijdagen in de 11e en het begin van de 12e eeuw. In die tijd was de school een belangrijk centrum van wetenschap. De rol van de school van Chartres en soortgelijke kathedraalscholen werd vanaf het eind van de 12e eeuw geleidelijk overgenomen door de middeleeuwse universiteiten en hun directe voorgangers.
In het begin van de 11e eeuw, vanaf circa 1020 zette bisschop Fulbert de school van Chartres op de kaart als een van de leidende scholen in Europa. Hoewel de rol van Fulbert als  geleerde en leraar wle ter discussie wordt gesteld, was zijn grootste talent die van administrateur. Hij schiep de voorwaarden waaronder de kathedraalschool kon gedijen.
De kathedraalschool van Chartres slaagde erin grote geleerden aan te trekken. Hieronder waren Bernard van Chartres, Thierry van Chartres, Willem van Conches en de Engelsman Johannes van Salisbury. Deze mannen vormden de voorhoede van de intense intellectuele heroverweging die culmineerde in wat nu bekendstaat als de renaissance van de 12e eeuw. De kathedraalschool was de pionier van de scholastieke filosofie die in latere eeuwen het middeleeuwse denken in heel Europa zou komen te domineren.
Het onderwijs in de klooster- en kathedraalscholen werd typisch gebaseerd op de traditionele zeven vrije kunsten, met inbegrip van het trivium (studie van de logica, grammatica en retorica) en het quadrivium (rekenkunde, meetkunde, muziek en astronomie). Er waren echter verschillen tussen de scholen in de nadruk die zij aan elk onderwerp geven. In de school van Chartres ging speciale aandacht uit naar het quadrivium (de wiskundige kunsten) en de natuurfilosofie.
De grootste bloei van de school van Chartres vond plaats in de eerste helft van de twaalfde eeuw. In Chartres ontbeerden de magisters echter de relatieve autonomie die zich wel ontwikkelde rondom de scholen van Parijs. De kleine stad Chartres kon niet zulke grote aantallen studenten aan als Parijs. Tegen het einde van de 12e eeuw nam het belang van de school af. De school werd overschaduwd door de nieuw opkomende  Universiteit van Parijs, met name door de aan de abdij van Sint Victor verbonden school (de 'Victorijnen').